# Copeland-Erdőseva konstanta
Copeland-Erdőseva konstanta je matematična konstanta skonstruirana s pripojitvijo praštevil v desetiškem zapisu in je ena od Smarandachejevih zaporedij (OEIS A033308):
{\displaystyle C_{\mathrm {E} }=0,235711131719232931374143\ldots \!\,.}
Konstanta je dana z:
{\displaystyle \sum _{n=1}^{\infty }{\frac {p_{n}}{10^{n+\sum _{k=1}^{n}\lfloor \log _{10}{p_{k}}\rfloor }}}\,\!,}
kjer je pn n-to praštevilo.
Arthur Herbert Copeland mlajši in Paul Erdős sta leta 1946 pokazala, da je število normalno v bazi 10. Konstanta je iracionalno število, odprto pa ostaja vprašanje ali je transcendentno število. Iracionalnost izhaja neposredno iz njene normalnosti.
Neskončni verižni ulomek konstante je (OEIS A030168): 
{\displaystyle C_{\mathrm {E} }=[0;4,4,8,16,18,5,1,1,1,1,7,1,1,6,2,9,58,1,3,4,2,2,1,1,2,1,4,\ldots ]\!\,.}

## Sorodne konstante
V poljubni bazi b je število:
{\displaystyle \sum _{n=1}^{\infty }{\frac {1}{b^{p_{n}}}}\!\,,}
ki se lahko zapiše v bazi b kot  {\displaystyle 0,0110101000101000101\ldots _{b}\,}, kjer je n-ta števka enaka 1, če je n praštevilo, iracionalno.:112